# 石川町 (名古屋市)
石川町（いしかわちょう）は、愛知県名古屋市瑞穂区の地名。現行行政地名は石川町1丁目から石川町4丁目。住居表示未実施地域。

## 地理
名古屋市瑞穂区北部に位置する。東は初日町、西は汐路町、南は御莨町、北は松月町に接する。

## 歴史

### 地名の由来
瑞穂町の旧字石川に由来する。旧字名の石川は、山崎川の旧名であるという。

### 沿革
- 1931年（昭和6年）1月1日 - 南区瑞穂町字御莨・石仏・大流および弥富町字向田・石川の各一部により、同区石川町として成立[1]。
- 1933年（昭和8年）7月1日 - 一部が南区初日町に編入される[9]。
- 1937年（昭和12年）10月1日 - 行政区の変更に伴い、昭和区石川町となる[10]。
- 1944年（昭和19年）2月11日 - 行政区の変更に伴い、瑞穂区石川町となる[10]。

## 世帯数と人口
2019年（平成31年）3月1日現在の世帯数と人口は以下の通りである。
| 町丁   | 世帯数  | 人口  |
| ------ | ------- | ----- |
| 石川町 | 111世帯 | 266人 |

### 人口の変遷
国勢調査による人口の推移
| 1950年（昭和25年） | 210人 | [ 11 ] |  |
| 1955年（昭和30年） | 250人 | [ 11 ] |  |
| 1960年（昭和35年） | 345人 | [ 12 ] |  |
| 1965年（昭和40年） | 367人 | [ 12 ] |  |
| 1970年（昭和45年） | 332人 | [ 13 ] |  |
| 1975年（昭和50年） | 369人 | [ 13 ] |  |
| 1980年（昭和55年） | 358人 | [ 14 ] |  |
| 1985年（昭和60年） | 337人 | [ 14 ] |  |
| 1990年（平成2年）  | 366人 | [ 15 ] |  |
| 1995年（平成7年）  | 335人 | [ 16 ] |  |
| 2000年（平成12年） | 331人 | [ 17 ] |  |
| 2005年（平成17年） | 294人 | [ 18 ] |  |
| 2010年（平成22年） | 308人 | [ 19 ] |  |

## 学区
市立小・中学校に通う場合、学校等は以下の通りとなる。また、公立高等学校に通う場合の学区は以下の通りとなる。
| 番・番地等 | 小学校               | 中学校               | 高等学校 |
| ---------- | -------------------- | -------------------- | -------- |
| 全域       | 名古屋市立汐路小学校 | 名古屋市立汐路中学校 | 尾張学区 |

## 施設
- 名古屋市立汐路小学校[7]
- 真宗大谷派正念寺[7]

## その他

### 日本郵便
- 郵便番号 : 467-0005[4]（集配局：瑞穂郵便局[22]）。